# مقاطعة كيوا (كانساس)
مقاطعة كيوا (بالإنجليزية: Kiowa County)‏ هي إحدى المقاطعات في ولاية كانساس، الولايات المتحدة الأمريكية.